# Heinrich Adolf Holland

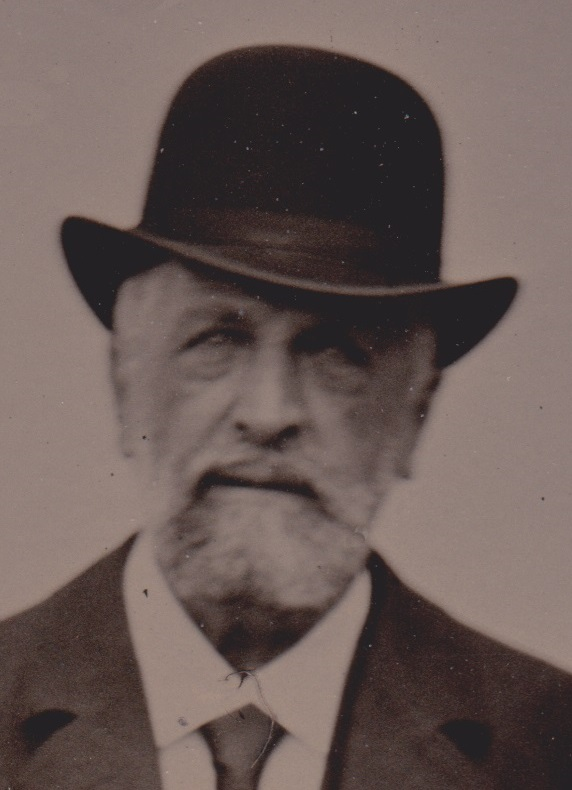
Daguerreotypie von Heinrich Holland, datiert auf 1898, Urheber unbekannt

Heinrich Adolf Holland (* 12. September 1828 in Königsberg; † 22. Februar 1900 in Berlin) war ein deutscher Architekt.
Im Jahr 1898 verlieh ihm die Stadt Bad Kissingen die Ehrenbürgerwürde.
Heinrich Adolf Holland starb im Jahr 1900 im Alter von 71 Jahren in Berlin. Beigesetzt wurde er auf dem Friedhof III der Jerusalems- und Neuen Kirche vor dem Halleschen Tor. Das Grab ist nicht erhalten.
Hollands Sohn Gustav Holland errichtete das Museum Koenig in Bonn.

## Werke
Folgende, heute unter Denkmalschutz stehende Gebäude wurden von Holland geplant:
- 1870: Mietshaus und Fabrik, Hagelberger Straße 50,[2] Berlin-Kreuzberg, zusammen mit Gustav Jansa
- 1873: Remise, Obentrautstraße 53,[3] Berlin-Kreuzberg
- 1878: Mietshaus, Wartenburgstraße 2,[4] Berlin-Kreuzberg
- 1880: Mietshaus, Arndtstraße 13,[5] Berlin-Kreuzberg
- 1887: Mietshaus, Dieffenbachstraße 30,[6] Berlin-Kreuzberg
- 1901/02: Nördliche Militär-Arrestanstalt,[7][8] Berlin-Moabit, zusammen mit Garnisonsbauinspektor Feuerstein